# برج و هتل بین‌المللی ترامپ (دبی)
هتل و برج بین‌المللی نخل ترامپ، یک هتل و مجتمع مسکونی آسمان‌خراش پیشنهادی در تنهٔ نخل جمیره در دبی بود. در ۵ اکتبر ۲۰۰۵ اعلام شد که سرمایه‌گذاری روی این پروژه قرار بود با همکاری مشترک سازمان ترامپ و شرکت دولتی نخیل مستقر در دبی انجام گیرد. این ساختمان و دیگر پروژه‌های ساختمانی معتبر در سراسر دبی در اواخر سال ۲۰۰۸، عمدتاً به دلیل تخریب اعتباری جهانی، هرگز ساخته نشدند.
این پروژه رسماً در فوریه ۲۰۱۱ توسط نخیل لغو شد، و نخیل پارک الاتحاد را در نوامبر ۲۰۱۲ در این محل افتتاح کرد.